# Dueño del mundo
Dueño del mundo (título original en francés: "Maître du Monde") es una novela del escritor francés Julio Verne, aparecida como serial en la Magasin d'Éducation et de Récréation ("Magazín de ilustración y recreo") desde el 1 de julio (volumen 20, número 229) hasta el 15 de diciembre (volumen 20, número 240) de 1904, poco antes de morir, en su etapa más pesimista como escritor. Fue publicada en libro el 10 de noviembre de ese mismo año. Es la segunda parte de su anterior novela "Robur el conquistador" , escrita dos decenios antes (1886).

## Argumento
El argumento en la novela (extrañamente demasiado breve, comparado con cualquier otra) refiere las extrañas apariciones de una misteriosa nave, tanto como vehículo de alta velocidad en tierra como barco o incluso nave voladora, a lo largo de los Estados Unidos y los estériles esfuerzos de la policía para detenerla con el fin de interrogar a su inventor y conocer, de este modo, el medio por el que ha logrado semejante avance.
Después de varios intentos baldíos por aproximarse a la misteriosa nave y a sus secretos, un inspector de policía, Stroke, consigue ser secuestrado por sus tripulantes, que resultan estar dirigidos por el ingeniero estadounidense Robur, el mismo que apareció años antes en una de las reuniones del "Weldon Institute" de Filadelfia (en la novela "Robur el conquistador").

## Capítulos

### Primera parte
- I Un país consternado.
- II En Morganton.
- III Great Eyry.
- IV Un concurso del Automóvil Club.
- V A la vista del litoral de Nueva Inglaterra.
- VI Primera carta.
- VII Más misterio.
- VIII A toda costa.
- IX Segunda carta.
- X Fuera de la ley.

### Segunda parte
- I En campaña.
- II La caleta de Black Rock.
- III A bordo del “Espanto”.
- IV El Niágara.
- V El nido del águila.
- VI Robur el conquistador.
- VII En nombre de la ley.
- VIII La última palabra de la anciana Grad.

## Comentarios
La novela, escrita en la fase más pesimista y oscura de Verne, es completamente distinta de la primera parte: en esta segunda, Robur aparece como un inventor excéntrico, negativo y desencantado de la humanidad, con poder suficiente para castigarla desde el aire o desde el mar si es preciso. Para los críticos, la trama, los personajes y las descripciones reflejan el desencanto de Verne con respecto a sus esperanzas puestas, decenios atrás, en la ciencia como medio para hacer avanzar a la humanidad en todos los campos, especialmente en la ética, en el bienestar y en la cultura general, así como la desconfianza que le produjo la propia sociedad de la época.
Esta segunda parte parece que está inspirada en los avistamientos de extrañas naves aéreas de hélice que, entre los años 1896 y 1897, se produjeron por todos los Estados Unidos: una de ellas llegó a colisionar contra un molino en Aurora (Texas), en 1897: podríamos calificarla como la primera oleada de platillos volantes de la historia. Aprovechando el misterio que envolvió el caso y las especulaciones de la prensa internacional, Verne hace reaparecer a su antiguo ingeniero, encarnado, esta vez, en un excéntrico inventor capaz de dominar el mundo a su antojo con su invento.

## Adaptaciones cinematográficas
- 1961: "El amo del mundo" o "Amos del mundo" ("Master of the World" o "Captain Robur"). Estados Unidos. 
  - Prod.: Samuel Z. Arkoff, Anthony Carras, James H. Nicholson.
  - Argumento y guion: Richard Matheson.
  - Dir.: William Witney.
  - Int.: Vincent Price, Charles Bronson, Henry Hull, Mary Webster, David Frankham,, Richard Harrison, Vito Scotti, Wally Campo, Ken Terrell. 
    - El argumento combina elementos de la novela "Robur el conquistador" con otros de "Dueño del Mundo", como el personaje de Strock. Presenta un tema mucho más sofisticado que los de los libros.

- 1976: "Dueño del mundo" ("Master of the World"). Animación. Coproducción entre Australia y los Estados Unidos.
  - Guion: John Palmer.
  - Dir.: Leif Gram. 
    - Robur es presentado aquí como un científico loco que quiere conquistar el mundo valiéndose de la nave "Espanto".